# 화양로 (수원시)
화양로(Hwayang-ro)는 수원시 팔달구 화서동 화서오거리에서 팔달구 화서동 고양삼거리를 잇는 도로이다.

## 주요 경유지
경기도
- 수원시 팔달구 (화서동)

## 노선
| 이름           | 접속 노선           | 소재지 | 소재지 | 소재지 | 비고 |
| -------------- | ------------------- | ------ | ------ | ------ | ---- |
| 화서오거리     | 동말로 동말로48번길 | 수원시 | 팔달구 | 화서동 |      |
| 화양초교삼거리 | 덕영대로735번길     | 수원시 | 팔달구 | 화서동 |      |
| 고양삼거리     | 수성로              | 수원시 | 팔달구 | 화서동 |      |

## 주요 시설및 건물
- CU 화서행복로또점 (화양로 10/화서동 134-1)
- 교촌치킨 화서2호점 (화양로 25/화서동 185-3)
- 메가MGC커피 화서블루밍점 (화양로 31/화서동 206-5)
- 본죽&비빔밥cafe 수원화서블루밍점 (화양로 34/화서동 206-8)
- 파리바게뜨 화서블루밍점 (화양로 34/화서동 206-8)